# Mezinárodní letiště Čching-tao Liou-tching
Mezinárodní letiště Čching-tao Liou-tching (čínsky v českém přepisu Čching-tao Liou-tching kuo-ťi ťi-čchang, pchin-jinem Qīngdǎo Liútíng Guójì Jīchǎng, znaky zjednodušené 青岛流亭国际机场, tradiční 青島流亭國際機場, IATA: TAO, ICAO: ZSQD) je mezinárodní letiště u města Čching-tao v provincii Šan-tung v Čínské lidové republice. Leží ve vzdálenosti přibližně třicet kilometrů severně od centra.
V rámci pořadí nejrušnějších letiště podle počtu cestujících se v rámci celé republiky dlouhodobě drží v druhé desítce. V prosinci 2013 čínská vláda rozhodla o výstavbě nového mezinárodního letiště Čching-tao Ťiao-tung, které by mělo být dokončeno v roce 2019 a které nahradí Čching-tao Liou-tching.